# Gaby de Groot
Gaby de Groot is een Nederlandse data- en onderzoeksjournalist bij Het Financieele Dagblad.
Na zijn zijn atheneumopleiding aan de Thorbecke Scholengemeenschap in Zwolle studeerde De Groot aan de Universiteit van Amsterdam. Hij sloot deze eerstegraads studie Geschiedenis af met als onderwerp ILO. De Groot kwam in 2010 in dienst bij Het Financieele Dagblad en werkte naast journalist op de afdeling documentatie en als researcher op de redactie. In 2011 werd hij voorzitter van de ondernemingsraad van de FD Mediagroep.

## Erkenning
In zijn tweede jaar bij het FD won hij de Citi Journalistic Excellence Award voor het artikel 'Nederland fiscaal zeer in trek'.
Het jaar 2017 won De Groot meerdere prijzen over ‘papers’: Voor de serie publicaties over de 'Paradise Papers’ werd hij beloond met De Loep in de categorie ‘Opsporende Onderzoeksjournalistiek’. Samen met journalisten van Trouw won hij de Citi Journalistic Excellence Award 2017 voor onderzoek naar de Panama Papers. 
Datzelfde jaar kreeg hij de voor de Panama Papers bovendien de Pulitzer Prize. De prijs was de waardering voor de serie publicaties 'Panama Papers' als onderdeel van het internationale journalistenteam van het International Consortium of Investigative Journalists (ICIJ) 
Samen met FD-collega’s Josca van Bockxmeer en Erik van Rein won hij in de categorie 'Data' De Tegel 2019 voor een onderzoek naar grondspeculatie.

### Prijzen
- 2019 - De Tegel
- 2017 - De Loep
- 2017 - Pulitzer Prize
- 2017 - Citi Journalistic Excellence Award
- 2012 - Citi Journalistic Excellence Award